# Nilradical al unui inel
În algebră nilradicalul unui inel comutativ este idealul format din elementele nilpotente:
{\displaystyle {\mathfrak {N}}_{R}=\lbrace f\in R\mid f^{m}=0{\text{ pentru unele }}m\in \mathbb {Z} _{>0}\rbrace .}
Este astfel radicalul idealului nul. Dacă nilradicalul este idealul nul, inelul se numește inel redus. Nilradicalul unui inel comutativ este intersecția tuturor idealelor prime.
În cazul inelelor necomutative⁠(d), această definiție nu funcționează întotdeauna. Acest lucru a dus la mai mulți radicali care generalizează cazul comutativ în moduri diferite.
Nilradicalul unei algebre Lie este definit similar pentru algebrele Lie⁠(d).

## Inele comutative
Nilradicalul unui inel comutativ este mulțimea tuturor elementelor nilpotente din inel sau, echivalent, radicalul idealului nul. Acesta este un ideal deoarece suma oricăror două elemente nilpotente este nilpotentă (din Binomul lui Newton), iar produsul oricărui element cu un element nilpotent este nilpotent (prin comutativitate). De asemenea, poate fi caracterizat drept intersecția tuturor idealelor prime ale inelului (de fapt, este intersecția tuturor idealelor prime minimale).
Teoremă —  Fie {\displaystyle R} un inel comutativ. Atunci {\displaystyle {\mathfrak {N}}_{R}=\bigcap _{{\mathfrak {p}}\varsubsetneq R{\text{ prim}}}{\mathfrak {p}}.}
Demonstrație: — Fie {\displaystyle r\in {\mathfrak {N}}_{R}} și {\displaystyle {\mathfrak {p}}} un ideal prim. Atunci {\displaystyle r^{n}=0} pentru unele {\displaystyle n\in \mathbb {Z} _{>0}}. Prin urmare
{\displaystyle r^{n}=r\cdot r^{n-1}=0\in {\mathfrak {p}}},
deoarece {\displaystyle {\mathfrak {p}}} este un ideal, ceea ce implică {\displaystyle r\in {\mathfrak {p}}} sau {\displaystyle r^{n-1}\in {\mathfrak {p}}}. În al doilea pas se admite că {\displaystyle r^{m}\in {\mathfrak {p}}} pentru unele {\displaystyle m\leq n-1}, atunci {\displaystyle r^{m}=r\cdot r^{m-1}\in {\mathfrak {p}}} prin urmare {\displaystyle r\in {\mathfrak {p}}} sau {\displaystyle r^{m-1}\in {\mathfrak {p}}} și, prin inducție pentru {\displaystyle m\geq 1}, se obține {\displaystyle r^{m}\in {\mathfrak {p}},\,\forall m:0<m\leq n-1}, în special {\displaystyle r\in {\mathfrak {p}}}. Prin urmare {\displaystyle r} este conținut în orice ideal prim și {\displaystyle {\mathfrak {N}}_{R}\subseteq \bigcap _{{\mathfrak {p}}\varsubsetneq R{\text{ prim}}}{\mathfrak {p}}}. 
Reciproc, se presupune că {\displaystyle f\notin {\mathfrak {N}}_{R}} și considerând că mulțimea
{\displaystyle \Sigma :=\lbrace J\subseteq R\mid J{\text{ este un ideal, iar }}f^{m}\notin J{\text{ pentru toti }}m\in \mathbb {Z} _{>0}\rbrace }
care este nevidă, într-adevăr {\displaystyle (0)\in \Sigma }. {\displaystyle \Sigma } este parțial ordonată⁠(d) de {\displaystyle \subseteq } și orice șir {\displaystyle J_{1}\subseteq J_{2}\subseteq \dots } are o margine superioară dată de {\displaystyle J=\bigcup _{i\geq 1}J_{i}\in \Sigma }, într-adevăr: {\displaystyle J} este un ideal, iar dacă {\displaystyle f^{m}\in J} pentru unele {\displaystyle m} atunci {\displaystyle f^{m}\in J_{l}} pentru unele {\displaystyle l}, ceea ce este imposibil deoarece {\displaystyle J_{l}\in \Sigma }; prin urmare orice șir din {\displaystyle \Sigma \neq \emptyset } are o margine superioară și se poate aplica lema lui Zorn: există un element maxim {\displaystyle {\mathfrak {m}}\in \Sigma }.
Trebuie demonstrat că {\displaystyle {\mathfrak {m}}} este un ideal prim: fie {\displaystyle g,h\notin {\mathfrak {m}},gh\in {\mathfrak {m}}}, atunci {\displaystyle {\mathfrak {m}}\varsubsetneq {\mathfrak {m}}+(g),{\mathfrak {m}}+(h)\notin \Sigma } deoarece {\displaystyle {\mathfrak {m}}} este maxim în {\displaystyle \Sigma }, ceea ce înseamnă că există {\displaystyle r,s\in \mathbb {Z} _{>0}} astfel încât {\displaystyle f^{r}\in {\mathfrak {m}}+(g),} {\displaystyle f^{s}\in {\mathfrak {m}}+(h)}, dar atunci {\displaystyle f^{r}f^{s}=f^{r+s}\in {\mathfrak {m}}+(gh)={\mathfrak {m}}\in \Sigma }, ceea ce este absurd. Prin urnmare dacă {\displaystyle f\notin {\mathfrak {N}}_{R}}, {\displaystyle f} nu este cuprins în vreun ideal prim, sau echivalent {\displaystyle R\setminus {\mathfrak {N}}_{R}\subseteq \bigcup _{{\mathfrak {p}}\varsubsetneq R{\text{ prim}}}(R\setminus {\mathfrak {p}})} și în and final {\displaystyle {\mathfrak {N}}_{R}\supseteq \bigcap _{{\mathfrak {p}}\varsubsetneq R{\text{ prim}}}{\mathfrak {p}}}.
Un inel se numește inel redus dacă nu are nilpotente nenule. Astfel, un inel este redus dacă și numai dacă nilradicalul său este zero. Dacă R este un inel comutativ arbitrar, atunci câtul acestuia prin nilradicalul său este un inel redus și este notat cu {\displaystyle R_{\text{red}}} .
Deoarece orice ideal maximal este un ideal prim, radicalul Jacobson⁠(d) — care este intersecția idealelor maximale — trebuie să conțină nilradicalul. Un inel R se numește inel Jacobson dacă nilradicalul său și radicalul Jacobson al lui R/P coincid pentru toate idealele prime P ale lui R . Un inel artinian este Jacobson, iar nilradicalul său este idealul nilpotent maximal al inelului. În general, dacă nilradicalul este finit generat (de exemplu inelul este noetherian⁠(d)), atunci este un ideal nilpotent.

## Inele necomutative
Pentru inele necomutative există mai mulți analogi ai nilradicalului. Nilradicalul inferior (sau radicalul Baer–McCoy, sau radicalul prim) este analogul radicalului idealului nul și este definit ca intersecția idealelor prime ale inelului. Analogul mulțimii tuturor elementelor nilpotente este nilradicalul superior și este definit ca idealul generat de toate idealele nule ale inelului, care este el însuși un ideal nul. Mulțimea tuturor elementelor nilpotente în sine nu trebuie să fie un ideal (sau chiar un subgrup), deci nilradicalul superior poate fi mult mai mic decât această mulțime. Radicalul Levitzki se află între ele și este definit ca cel mai mare ideal local nilpotent. Ca și în cazul comutativ, când inelul este artinian, radicalul Levitzki este nilpotent și la fel este și unicul cel mai mare ideal nilpotent. Într-adevăr, dacă inelul este doar noetherian, atunci radicalul inferior, superior și Levitzki sunt nilpotente și coincid, permițând definirea nilradicalului oricărui inel noetherian ca cel mai mare ideal unic (la stânga, la dreapta sau bilateral) nilpotent al inelul.